# 茅利塔尼亞王國

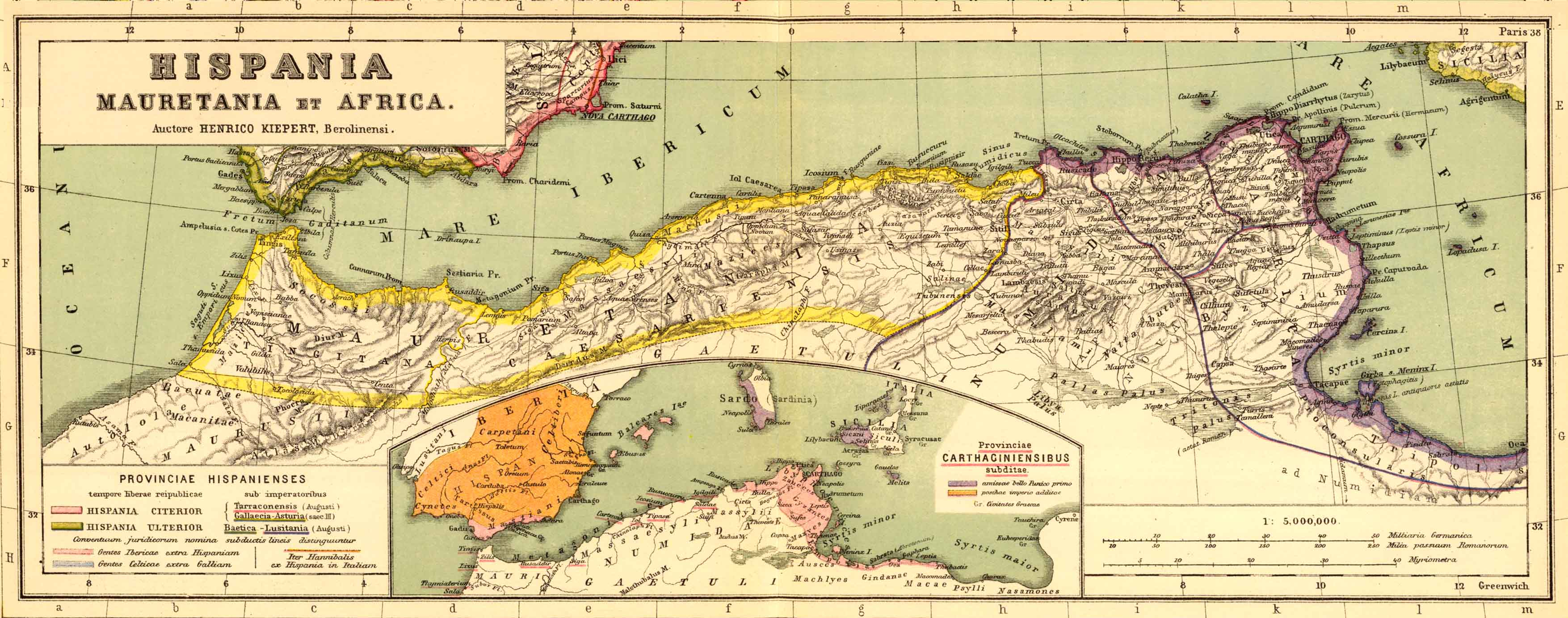
茅利塔尼亞王國疆域图

茅利塔尼亞王國（Mauretania）是古代馬格里布地區的一個柏柏爾人政權。傳說希臘神話中的阿特拉斯是第一個茅利塔尼亞國王。在朱古達戰爭期間，茅利塔尼亞國王波庫斯一世與朱古達聯合對抗羅馬，但後來被蘇拉說服背叛朱古達，最終朱古達被羅馬活捉，努米底亞被羅馬以及茅利塔尼亞瓜分。國王波庫斯二世於前33年去世，沒有子嗣，茅利塔尼亞就此落入羅馬的控制。前25年羅馬將原努米底亞國王尤巴二世立為茅利塔尼亞國王，他的兒子托勒密是茅利塔尼亞的最後一個統治者。40年，茅利塔尼亞王國被分為廷吉塔纳毛里塔尼亚、凯撒毛里塔尼亚兩個羅馬行省。